# Pentagram (Gorgoroth)
Pentagram è il primo album del gruppo black metal norvegese Gorgoroth, pubblicato il 12 ottobre 1994 da Embassy Productions. In seguito è stato ristampato più volte, nel 1996 da Malicious Records, nel 1999 da Century Black, nel 2005 da Season of Mist e nel 2007 da Regain Records, e in edizioni limitate in LP da Malicious Records nel 1996, da Agonia Records nel 2005 e da Back on Black Records nel 2007.
Secondo All Music Guide il disco mostra forti influenze dal thrash metal, ma anche da punk e hardcore.
L'album ha ricevuto recensioni generalmente positive.

## Tracce
1. Begravelsesnatt – 2:34
2. Crushing the Scepter (Regaining a Lost Dominion) – 3:25
3. Ritual – 3:54
4. Drømmer om Død – 3:47
5. Katharinas Bortgang – 4:05
6. Huldrelokk – 1:54
7. (Under) the Pagan Megalith – 3:55
8. Måneskyggens Slave – 5:51

## Formazione[1]
- Hat - voce
- Infernus - chitarra
- Samoth - basso
- Goat Pervertor - batteria

### Crediti[3]
- Pytten - ingegneria del suono